# Xanthocalanus quasiprofundus
Xanthocalanus quasiprofundus is een eenoogkreeftjessoort uit de familie van de Phaennidae. De wetenschappelijke naam van de soort is voor het eerst geldig gepubliceerd in 2002 door Vyshkvartzeva.